# Faruk Süren
Faruk Erol Süren , ou plus communément appelé Faruk Süren (né le 28 juillet 1945 à Istanbul) est un homme d'affaires turc et 30e Président du Galatasaray SK.

Durant sa présidence, Galatasaray est devenu champion de la ligue pendant quatre années consécutives et a remporté la Coupe de l'UEFA et la Super Coupe de l'UEFA.

## Biographie

### Jeunesse et formation
Faruk Süren est né à Istanbul dans une famille d'origine arménienne et italienne. Il est le petit-fils d'Arşak Sürenyan, dentiste personnel de Mustafa Kemal Atatürk et son père était l’homme d’affaires Fuad Süren. Il a étudié au Deutsche Schule Istanbul et a poursuivi ses études à l'Université d'Istanbul, où il a obtenu un diplôme en administration des affaires.

### Carrière professionnelle
Faruk Süren est le fondateur de Galatasaray Sportif Sanayi ve Ticari Yatırımlar AŞ, une société créée en 1997 pour gérer les activités commerciales du club. Il a également occupé des postes de direction dans plusieurs entreprises, dont Makina Takım Endüstrisi AŞ et Transtürk Holding AŞ.

### Engagement au Galatasaray SK
En 1984, lors d’une assemblée générale où Alı Uras fut élu président, Faruk Süren présent et a figurait dans le comité directeur aux côtés de personnalités comme Alp Yalman, Özhan Canaydın, Ergun Gürsoy ou encore Selçuk Uygur.
Süren rejoint officiellement le Galatasaray SK cette même année, après que l’entraîneur croate Tomislav Ivić ait quitté le club pour le Benfica Lisbonne avant même le début de la saison, Galatasaray s’est retrouvé sans entraîneur au début du mois de juillet. Les jeunes dirigeants, Faruk Süren et Alp Yalman, ont alors fait leur entrée et se sont rendus en Allemagne, où ils ont réussi à convaincre Jupp Derwall, qui venait d’être démis de ses fonctions de sélectionneur national allemand, grâce à l’intervention de Franz Beckenbauer, de venir en Turquie.
Süren a servi en tant que vice-président pendant quatre mandats. Le 16 mars 1996, il a été élu président du club, succédant à Alp Yalman. Sous sa direction, Galatasaray a connu une période de succès sans précédent, remportant la Coupe de l'UEFA et la Supercoupe de l'UEFA en 2000, ainsi que quatre titres consécutifs en Süper Lig entre 1997 et 2001. Il a quitté la présidence le 17 juillet 2001, remplacé par Mehmet Cansun.

### Vie personnelle
Faruk Süren est marié à Hatice Süren et ils ont deux enfants. Sa fille est mariée à Burak Elmas, qui est devenu le 38ᵉ président du Galatasaray SK.

## Distinctions
- Président du Galatasaray SK
- Membre fondateur de Galatasaray Sportif Sanayi ve Ticari Yatırımlar AŞ